# Maria Giulia Forni
Maria Giulia Forni (Ravenna, 29 agosto 1985) è un'ex cestista e arbitro di pallacanestro italiana.

## Carriera
Inizia la sua carriera da cestista professionista nel 2002 con Faenza, esordendo subito in serie A1 (alla fine della stagione 2004-05 raggiunge la finale scudetto persa 3-0 contro la Famila Schio). Disputa quattro campionati con Faenza ed uno con Cavezzo nel 2006-07. Nel 2005 partecipa con la maglia di Faenza all'EuroCup Women. Durante l'estate del 2007 scende di categoria trasferendosi al Cervia dove resta una stagione. Nel 2008 va a giocare nel Lazio con la Vis Fortitudo Pomezia in cui rimane un solo anno.
Il 2009 la vede trasferirsi in Sardegna per giocare in prestito con Alghero dove il 14 novembre dello stesso anno durante la 7ª partita della stagione regolare contro la Juvenilia Reggio Emilia si infortuna gravemente al ginocchio destro (rottura del legamento crociato anteriore). È costretta dunque ad uno stop molto lungo. Ritorna in campo il 22 ottobre del 2011, sempre con la maglia della Mercede.